# Afrička prepelica
Afrička prepelica (lat. Coturnix delegorguei) je vrsta prepelice iz porodice fazanki koja živi u tropskoj subsaharskoj Africi. Staništa su joj otvoreni travnjaci i poljoprivredne površine s niskim raslinjem.

## Izgled
Duga je 16-19 centimetara. Mužjaci su teški 49-81 grama, a ženke 63-94 grama. Mužjaci na vratu imaju posebno izražen kontrast crne i bijele boje, na kojem je "crtež" u obliku sidra. Kokoš je neprimjetno smeđe boje.

## Razmnožavanje
Sezona parenja je tijekom kišne sezone, od listopada do ožujka. U sakrivenom gnijezdu nalazi se 4-8 jaja koja inkubira isključivo kokoš. Inkubacija traje 14-18 dana. Pilići brzo napuštaju gnijezdo. Mužjak stoji u blizini gnijezda u slučaju da gnijezdo napadnu prirodni neprijatelji.

## Podvrste
Postoje tri podvrste ove prepelice
- Coturnix delegorguei arabica koja živi u Jemenu.
- Coturnix delegorguei delegorguei, nominativna podvrsta koja živi u kopnenom dijelu tropiske Afrike.
- Coturnix delegorguei histrionica, koja živi na São Tomé.